# Anamosa
Anamosa é uma cidade localizada no estado estadunidense de Iowa, no Condado de Jones.

## Demografia
Segundo o censo americano de 2000, a sua população era de 5494 habitantes. 
Em 2006, foi estimada uma população de 5653, um aumento de 159 (2.9%).

## Geografia
De acordo com o United States Census Bureau tem uma área de 
5,8 km², dos quais 5,8 km² cobertos por terra e 0,0 km² cobertos por água. Anamosa localiza-se a aproximadamente 277 m acima do nível do mar.

## Localidades na vizinhança
O diagrama seguinte representa as localidades num raio de 16 km ao redor de Anamosa. 